# 野澤吉兵衛
野澤 吉兵衛（のざわ きちべえ）は、文楽義太夫節三味線方の名跡。

## 初代
（生年不詳 - 文化12年10月12日（1815年11月12日））本名は丹波屋吉兵衛。
京都西陣の生まれ。2代目野澤喜八郎の門弟で2代目野澤吉五郎、1788年5月に吉兵衛となる。京都中心に活躍。2代目竹本内匠太夫の相三味線で活躍。1813年の御霊芝居の豊竹筑前少掾の五十回忌「女鉢木」を弾いたのを最後に引退。
あだ名を「松屋町」。

## 2代目
（生年不詳 - 嘉永6年6月29日（1853年8月3日））本名は木村忠兵衛。
京都の生まれ。初代の門弟の初代野澤吉彌が1827年以降に2代目吉兵衛を襲名。美濃関で客死したという。

## 3代目
（文政4年（1821年） - 文久2年7月27日（1862年8月22日））本名は佐田屋市治郎。
大坂の生まれ。初代竹本越路大夫（鶴澤勝鳳）の子。14歳で鶴澤文三に入門し鶴澤市次郎を名乗る。2代目勝鳳を経て1840年に3代目吉兵衛を襲名。
あだ名を「鬼吉兵衛」。

## 4代目
（天保元年（1830年） - 明治14年（1881年）12月30日）本名は鈴木東三郎。
名古屋の生まれ。3代目の弟子。鶴澤虎造、野澤勝市、野澤吉作、4代目吉彌を経て1863年に4代目吉兵衛を襲名。5代目竹本春太夫の相手を務めた。1872年5月に引退。

## 5代目
（天保12年1月3日（1841年1月25日） - 明治44年（1911年）2月21日）本名は鈴木繁造。
讃岐国（現在の香川県）の生まれ、3代目の弟子で野澤吉次郎、1862年（文久2年）に4代目の門下になり、1865年に5代目吉彌を襲名。のちに初代野澤錦糸を経て1883年（明治16年）に5代目吉兵衛を襲名。1904年に同業者の看板の大きさで不満を抱き引退。

## 6代目
（慶応4年9月6日（1868年10月21日） - 大正13年（1924年）6月4日）本名は松井福松。
大阪市の生まれ、1877年（明治10年）に6代目吉彌の弟子で野澤兵三。1884年（明治17年）に3代目野澤吉三郎に改名。1886年（明治19年）に5代目野澤吉兵衞の門下になる。1890年（明治23年）に7代目吉彌を襲名。1907年（明治40年）に6代目吉兵衛を襲名。世話物を得意とし3代目竹本越路大夫の相三味線を務めた。野澤会を結成し後進指導に力を入れた。

## 7代目
（明治12年（1879年）11月22日 - 昭和17年（1942年）4月23日）本名は竹中卯之助。俗称を「夙川」
大阪西横堀の生まれ、1890年（明治23年）に3代目吉三郎（後の6代目吉兵衛）に入門し野澤兵市を名乗る。1891年（明治24年）に彦六座へ出演。（明治41年）に4代目吉三郎を襲名。1926年（大正15年）に7代目吉兵衛を襲名。1905年（明治38年）以降引退する1937年（昭和12年）まで3代目竹本伊達太夫（後の6代目竹本土佐太夫）の相三味線を務める。1937年に引退。

## 8代目
（明治21年（1888年）9月20日 - 昭和25年（1950年）9月20日）本名は真次恒三。
京都四条の生まれ、1896年（明治29年）6代目野澤喜八郎に入門し、野澤常吉から野澤常造を名乗る。1907年（明治40年）に3代目野澤兵内と改名。1915年（大正4年）に9代目野澤吉五郎を襲名。1946年（昭和23年）に8代目吉兵衛を襲名。

## 9代目
（明治36年（1903年）6月13日 - 昭和55年（1980年）7月9日）本名は川端陸三。
大阪北区の生まれ、1914年（大正3年）3月に7代目喜八郎に入門し、野澤喜代之助を名乗る。1917年（大正6年）に初舞台。7代目から8代目の譲り弟子となり、1943年（昭和18年）2月に5代目吉三郎を襲名。1963年（昭和38年）12月に9代目吉兵衛を襲名。4代目竹本津大夫の相三味線を長らく務める。1979年（昭和54年）に芸術選奨文部大臣賞受賞。